# Nicola Girace
Nicola Girace (Napoli, 30 luglio 1907 – Forlì, 30 agosto 1970) è stato uno schermidore italiano, specializzato nel fioretto. Ha vinto una medaglia d'oro al Campionato internazionale di scherma del 1929.

## Palmarès
In carriera ha ottenuto i seguenti risultati:

### Mondiali
Individuale
A squadre
- Oro nel fioretto a Napoli 1929

### Campionati italiani
Individuale
- Oro nel fioretto nel 1930

A squadre